# Rosslyn Farms
Rosslyn Farms  è un borough degli Stati Uniti d'America, nella contea di Allegheny nello Stato della Pennsylvania. Secondo il censimento del 2000 la popolazione è di 464 abitanti.

## Società

### Evoluzione demografica
La composizione etnica vede una prevalenza della razza bianca ( 99,1%) seguita da quella afroamericana (0,6%), dati del 2000.
| borough di Rosslyn Farms Popolazione |     |
| 2000                                 | 464 |